# Městský fotbalový stadion Srbská
Das Městský fotbalový stadion Srbská (umgangssprachlich: Stadion na Srbské) ist ein Fußballstadion im Stadtbezirk Královo Pole der mährischen Großstadt Brünn, Tschechien. Der Fußballverein FC Zbrojovka Brünn trägt hier seine Heimspiele aus.
Der Name leitet sich von der Srbská ulice (deutsch Serbische Straße) ab, an der das Stadion gelegen ist. Es bietet 10.200 Sitzplätze, dazu gehören 50 Presseplätze. Die Flutlichtanlage leistet 1200 Lux Beleuchtungsstärke. Das Spielfeld besitzt die internationalen Maße von 105 × 68 m. Es erfüllt die Anforderung der UEFA von 2003. Von 2020 bis 2021 trug die Spielstätte kurzzeitig den Sponsorennamen WEDOS Arena. Das Stadion besteht aus einer überdachten Haupttribüne, unüberdachten Sitzplätzen auf der Gegengeraden, sowie Stehplätzen hinter den Toren.

## Geschichte
Das Stadion wurde 1952 eröffnet, gleich im ersten Jahr fand hier das Finale der tschechoslowakischen Leichtathletikliga statt. Dem Fußballverein Spartak Královo Pole, der 1961/62 (als TJ Spartak KPS Brno) in der 1. tschechoslowakischen Liga spielte, diente es als Heimspielstätte. Ferner fanden im 30.000 Zuschauer fassenden Rund Sandbahn-, sowie Pferderennen statt. Alle fünf Jahre war das Stadion Královo Pole, wie der damalige Name lautete, Austragungsort der städtischen Spartakiade.
Mitte der 1990er Jahre verließ der ansässige Fußballklub SK LeRK die Stadt und zog nach Prostějov; das Stadion stand leer und war in einem desolaten Zustand. Ende der 1990er Jahre wurde es vom Unternehmen DS Leasing gekauft, das plante, ein Baseballstadion auf dem Gelände zu errichten. Als jedoch das Stadion Za Lužánkami, in dem der 1. FC Brünn spielte, mehr und mehr verfiel, entschied sich die Stadt Brünn, das Stadion Královo Pole zu erwerben und es zu modernisieren. In nur vier Monaten, von Juni 2001 bis September 2001, wurde eine umfassende, einem Neubau nahekommende Modernisierung durchgeführt; die Kosten lagen bei etwa 110 Millionen CZK. Anschließend verließ der 1. FC Brünn das Stadion Za Lužánkami und zog in das Městský fotbalový stadion Srbská.